# Eupithecia carearia
Eupithecia carearia är en fjärilsart som beskrevs av John Henry Leech 1897. Eupithecia carearia ingår i släktet Eupithecia och familjen mätare. Inga underarter finns listade i Catalogue of Life.